# Lythrum portula
La péplide (Lythrum portula) es una especie de plantas de la familia Lythraceae.

## Descripción
Hierba anual glabra muy baja, más o menos postrada y rastrera; sus tallos se enraízan en los nudos. Hojas opuestas, bastante carnosas, a veces rojizas, ovales y ahusadas, con pecíolo corto. Flores púrpura y diminutas, de 1-2 mm, solitarias en las bases de las hojas, con 6 pétalos o a veces sin ninguno.

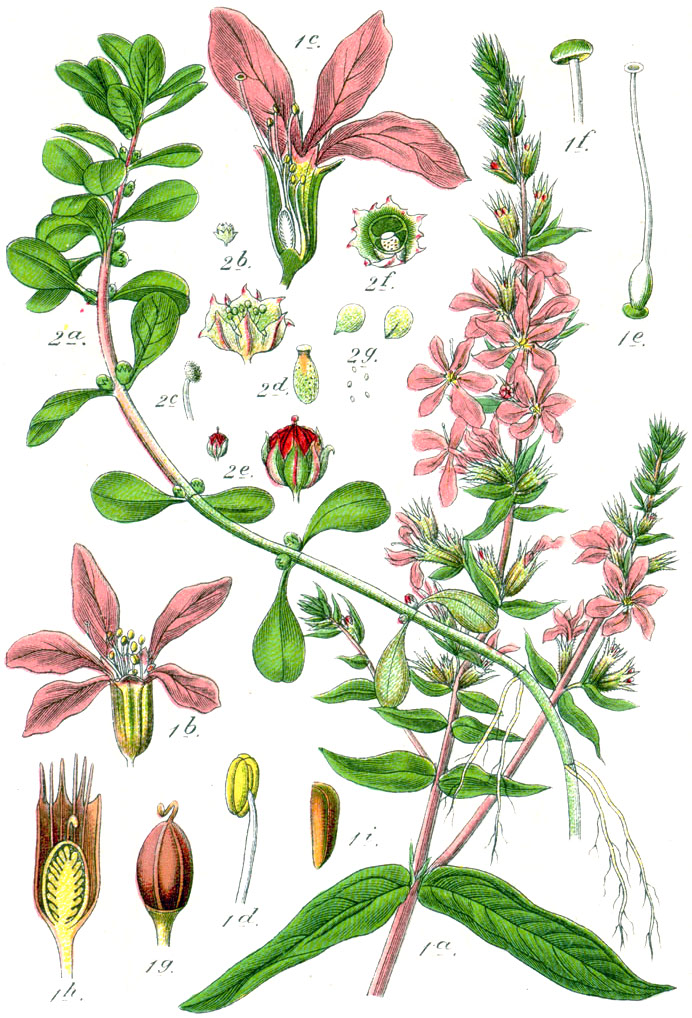
Ilustración nº 2

## Distribución y hábitat
En  el Mediterráneo, aunque ausente de la mayoría de las islas excepto de Córcega y Cerdeña. Hábitats húmedos, márgenes de los ríos y prados húmedos. Habita en lugares abiertos y húmedos, barrizales desnudos, orillas de estanques y campos estacionalmente inundados, por los general en suelos ácidos. Florece en primavera, verano y otoño.

## Citología
Número de cromosomas de Lythrum portula (Fam. Lythraceae) y táxones infraespecíficos
Peplis portula L.
2n=10.

## Sinonimia
- Peplis longidentata  (J.Gay) Batt. in Batt. & Trab.
- Peplis portula f. callitrichoides A.Br. ex Koehne
- Peplis portula var. longidentata J. Gay
- Peplis portula L.[3]

## Nombres comunes
- Castellano: péplide.[3]